# Anthrax semilugens
Anthrax semilugens är en tvåvingeart som först beskrevs av Philippi 1865.  Anthrax semilugens ingår i släktet Anthrax och familjen svävflugor. Inga underarter finns listade i Catalogue of Life.